# ¡El carnet, al punto!
¡El carnet, al punto! es una historieta del autor de cómics español Francisco Ibáñez, perteneciente a su serie Mortadelo y Filemón y publicada originariamente en 2005.

## Trayectoria editorial
Publicada en 2005 en formato álbum como número 107 de Magos del Humor y más tarde como n.º 173 de la Colección Olé.  Además de sus ediciones en formato papel, fue también publicada en formato electrónico a un precio de 3,99 euros.

## Sinopsis
Mortadelo y Filemón deberán desmantelar un nuevo cargo ministerial, “El puntero mayor del reino”, en el que se encuentra un conocido expolítico español con bigote, y que usará para dejar inoperables los servicios del gobierno para colocarse en el poder. La T.I.A. inicia una campaña de acoso y derribo contra los agentes de polícía por toda la ciudad encargados de imponer las determinadas y disparatadas sanciones. Al final el puntero dimite.